# Enrique Ernesto Shaw
Enrique Ernesto Shaw (26 de fevereiro de 1921 - 27 de agosto de 1962) foi um empresário católico romano argentino. Nasceu na França e posteriormente emigrou para a Argentina onde serviu na Marinha. Promoveu e incentivou o crescimento empresarial de acordo com a doutrina social da igreja e fundou a Associação Cristã de Executivos de Empresas. Ele também foi um escritor prolífico e publicou uma série de livros.
Sua causa de santidade começou em 2001 e ele recebeu o título de Servo de Deus para reconhecer o início do processo.

## Vida
Enrique Ernesto Shaw nasceu em 1921 em Paris como um dos dois filhos de pais argentinos, Alejandro Shaw e Sara Tornquist Altgelt; ele era descendente de alemães e escoceses. Os Shaws voltaram para a Argentina em 1923. Sara morreu em 1925.
Serviu como fuzileiro naval na Argentina e ingressou em 1936, apesar da oposição de seu pai. Ele se tornou um tenente júnior.
Ele iniciou seu negócio no final da Segunda Guerra Mundial e fundou em 1952 a Associação Cristã de Executivos de Negócios com a assistência do Arcebispo – mais tarde Cardeal – Josef Cardijn. Ele se tornou um escritor prolífico e publicou uma ampla variedade de livros. Ele também esteve entre os fundadores do Movimento da Família Cristã e também atuou como presidente da Ação Católica Argentina. Ele também estabeleceu um fundo de pensão e um plano de saúde para fornecer serviços médicos e apoio financeiro em circunstâncias como doenças e novos nascimentos.
Em 1955 foi vítima de perseguição anticatólica na administração de Juan Perón. Ele foi preso e visto como um prisioneiro altruísta, pois fornecia aos outros presidiários colchões que seus parentes lhe traziam, além de comida. Em 1961, uma empresa que ele liderava foi vendida a um fundo fiduciário americano que decidiu demitir mais de mil pessoas. Shaw se opôs a isso e propôs um plano para reter todos os trabalhadores.
Uma de suas iniciativas foi a aplicação da doutrina social católica no local de trabalho e também prestou atenção aos ensinamentos sociais do Papa Pio XII em 1946. Ao mesmo tempo, serviu numa organização de ajuda humanitária para a Europa do pós-guerra.
Em 1943 casou-se com Cecilia Bunge e o casal teve nove filhos; um se tornou padre. Shaw também ensinou a seus filhos a importância dos rosários e como usá-los. Ele também os levava à igreja todas as semanas.
Em 1957 ele adoeceu com câncer. Ele começou a escrever nessa época e também encontrou tempo para falar em conferências. Em meados de 1962 recebeu uma transfusão de sangue doada por seus colegas de trabalho. As pessoas no hospital onde Shaw foi internado ficaram perplexas com o número de trabalhadores na fila para doar sangue. O próprio Shaw disse antes de sua morte que estava satisfeito porque o sangue de seus trabalhadores corria em suas veias. Ele – apesar dos riscos – fez uma peregrinação a Lourdes antes de morrer.
Shaw era membro da Ordem dos Cavaleiros do Santo Sepulcro.
Ele morreu em 27 de agosto de 1962 em um hospital em Buenos Aires.

## Processo de beatificação
O processo de beatificação começou em 25 de setembro de 2001 sob o Papa João Paulo II, num processo em Buenos Aires que lhe conferiu o título de Servo de Deus; o processo foi aberto na Argentina sob o cardeal Jorge Mario Bergoglio - o futuro Papa Francisco. O processo local durou de 25 de agosto de 2005 até 19 de setembro de 2013 e foi concluído com uma missa presidida pelo Arcebispo Mario Aurelio Poli. O processo recebeu ratificação formal em 2015 para que a causa avançasse para o próximo nível.
Em 12 de setembro de 1996, a promoção de sua causa de beatificação ocorreu quando o Arcebispo – mais tarde Cardeal – Jorge María Mejía convidou os fiéis a divulgar a mensagem de Shaw.